# سامسونج جالكسي نوت 20
سامسونج جالكسي نوت 20 هو هاتف محمول من إلكترونيات سامسونج، تم طرحه في الأسواق في 21 أغسطس 2020.

## وصلات خارجية
- الموقع الرسمي